# Canavalia rosea
Canavalia rosea là một loài thực vật có hoa thuộc chi Đậu dao trong họ đậu, Fabaceae, có vùng phân bố nhiệt đới.

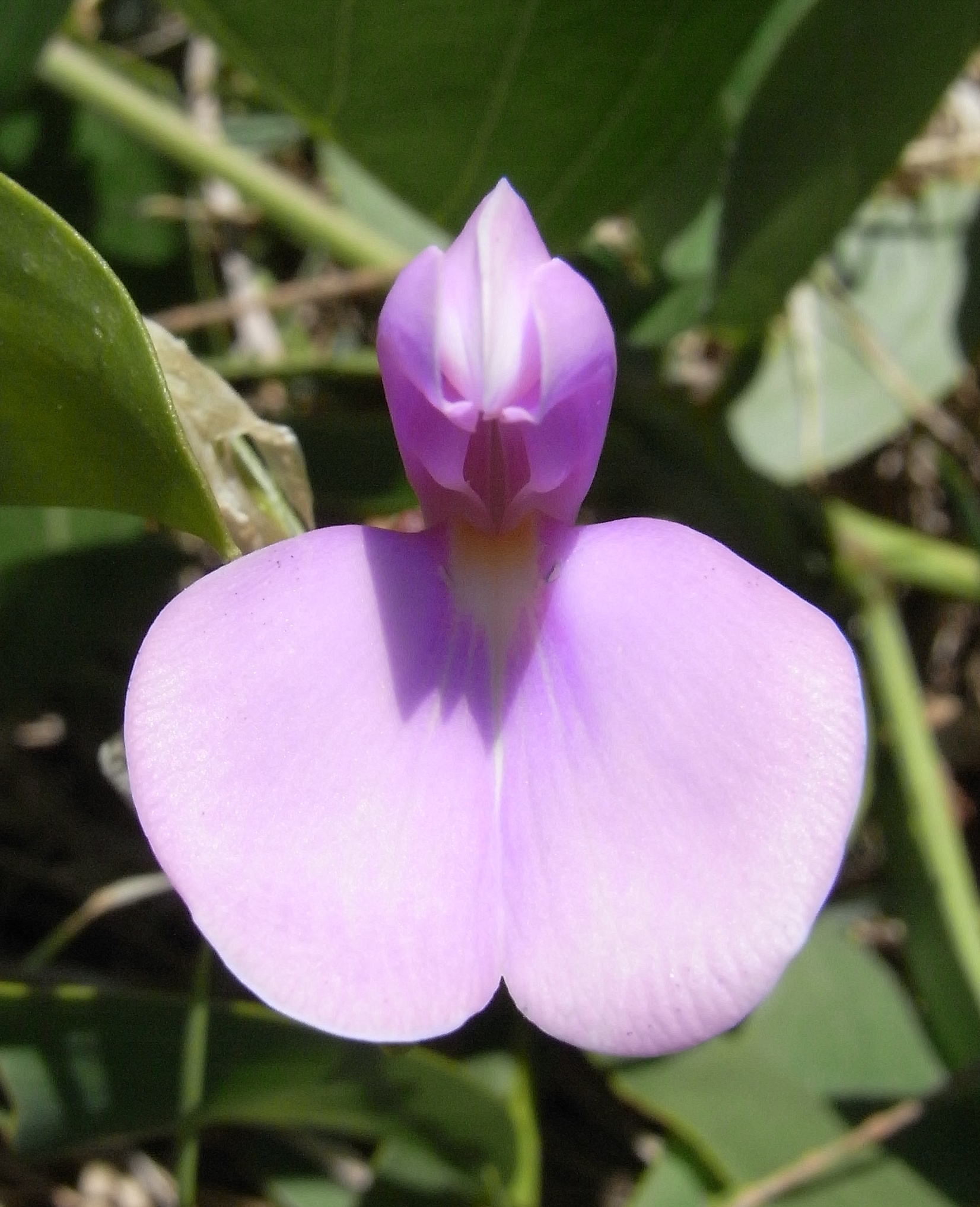
Cận cảnh hoa

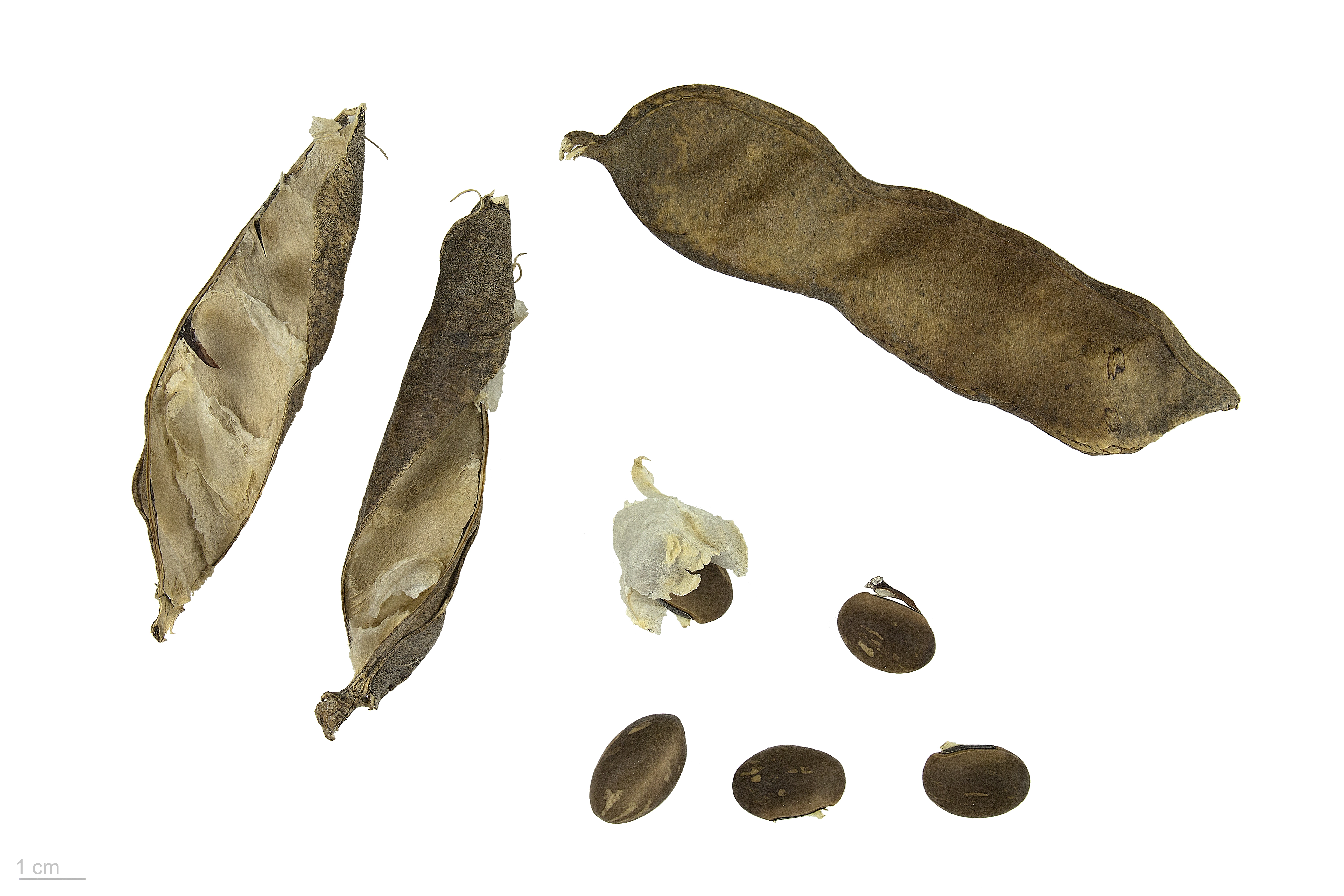
Dolichos roseus

## Mô tả
Canavalia rosea là một loại cây thân thảo, thân leo, mọc thành thảm lá. Thân cây đạt chiều dài hơn 6 m và 2,5 cm độ dày. Mỗi lá kép được tạo thành từ ba lá chét có đường kính 5,1–7,6 cm, chúng sẽ tự gấp lại khi tiếp xúc với ánh nắng nóng. Những bông hoa có màu hồng tía và dài 5,1 cm (2,0 in) [Chuyển đổi: Không hợp lệ số]. Các quả dẹt dài 10,2–15,2 cm dài và trở nên nổi rõ khi chúng trưởng thành. Sức nổi của hạt cho phép chúng phân bố theo dòng hải lưu. Cây dường như chứa L-Betonicine.

## Môi trường sống và phạm vi phân bố
C. rosea sinh sống trên các bãi biển, vách đá và đụn cát trên khắp các vùng nhiệt đới ven biển trên thế giới. Nó có khả năng chịu mặn cao và thích đất cát.

## Hình ảnh

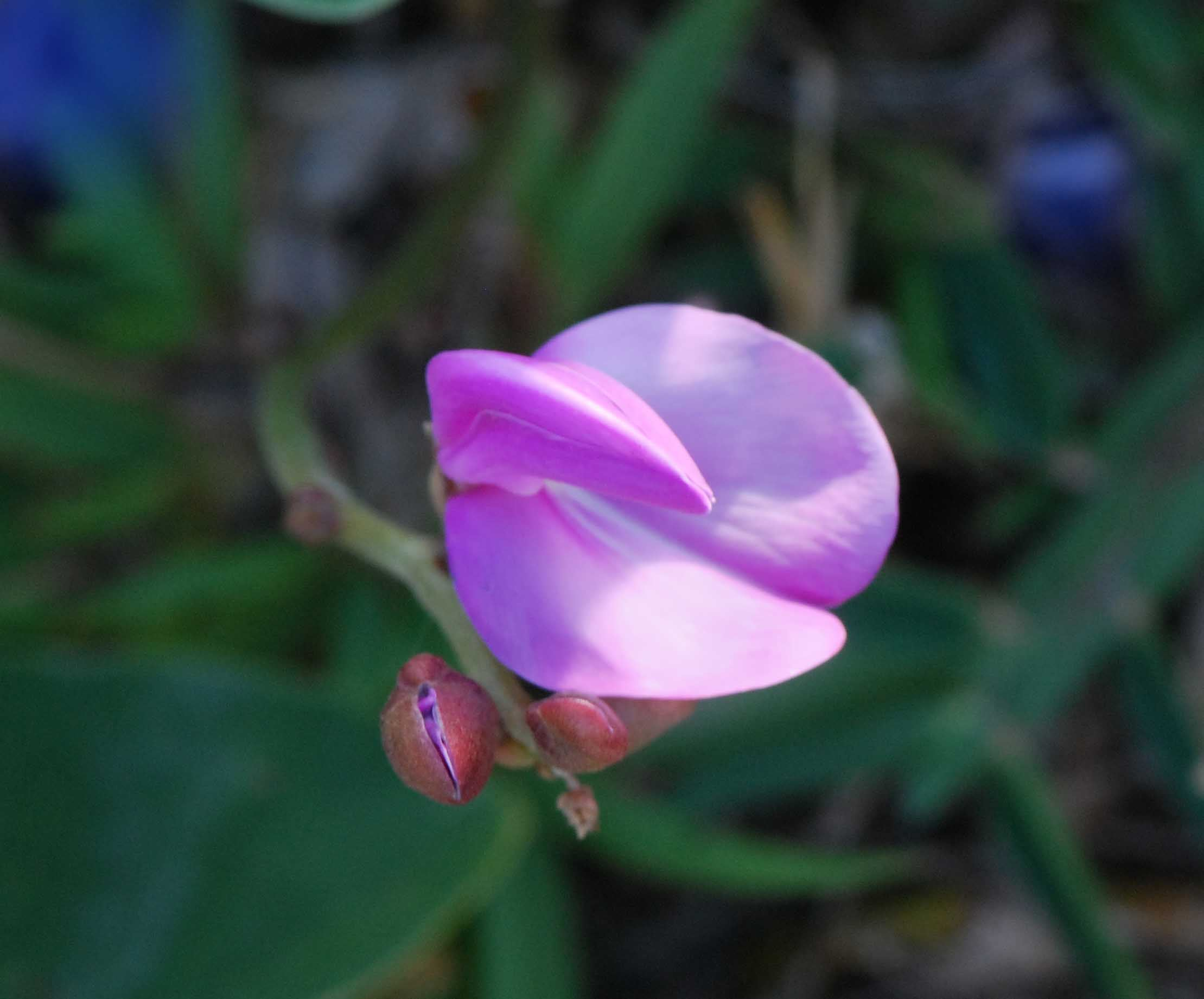
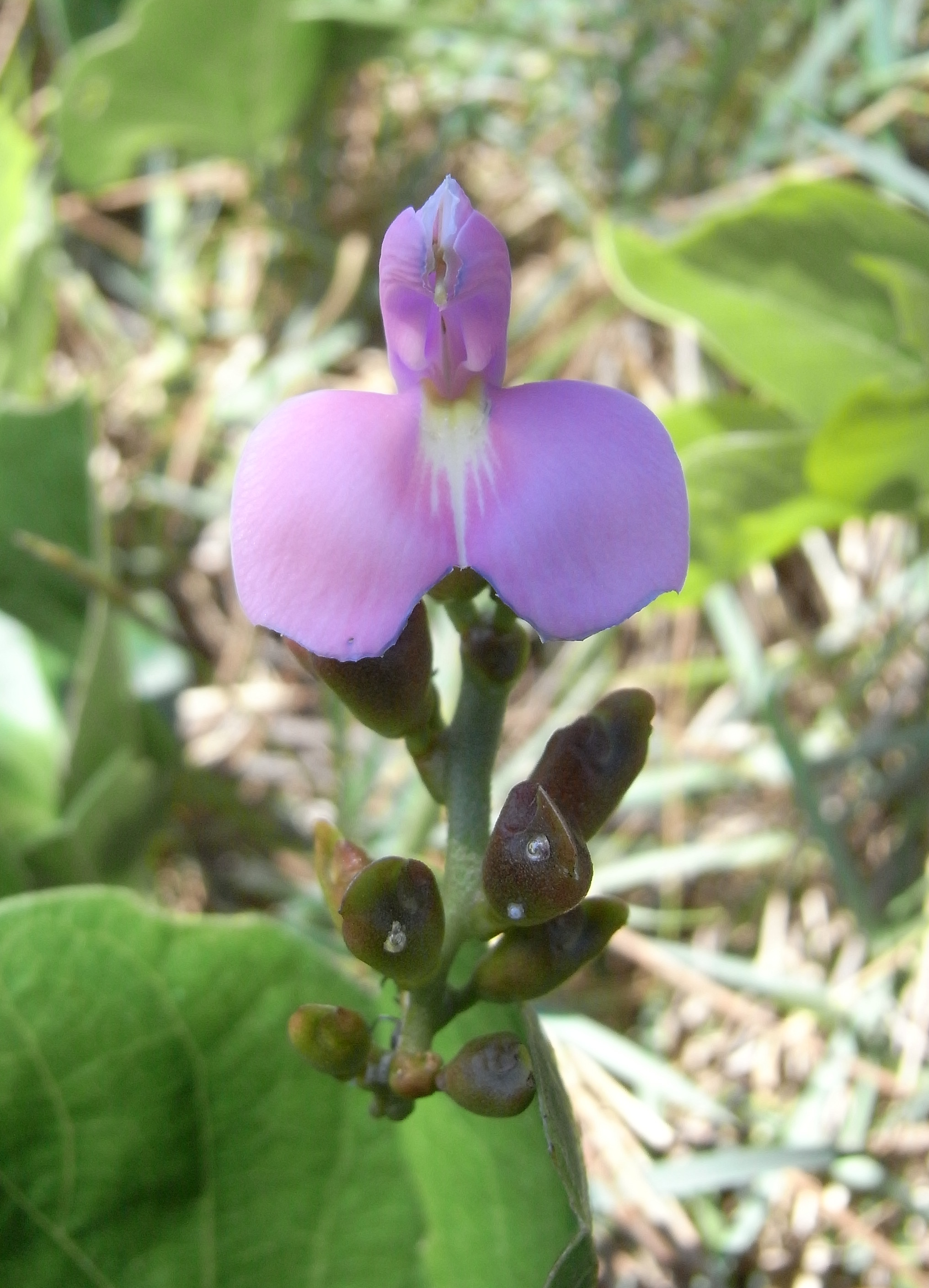
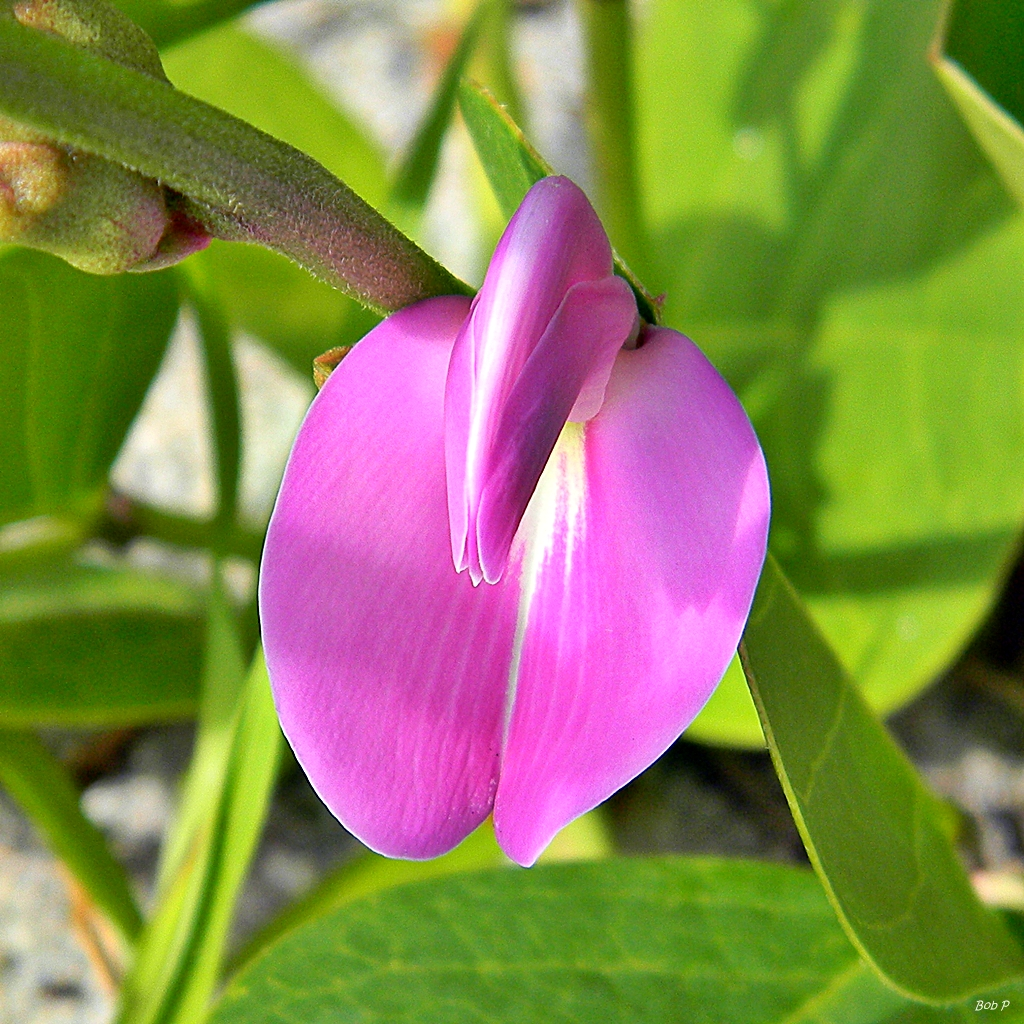
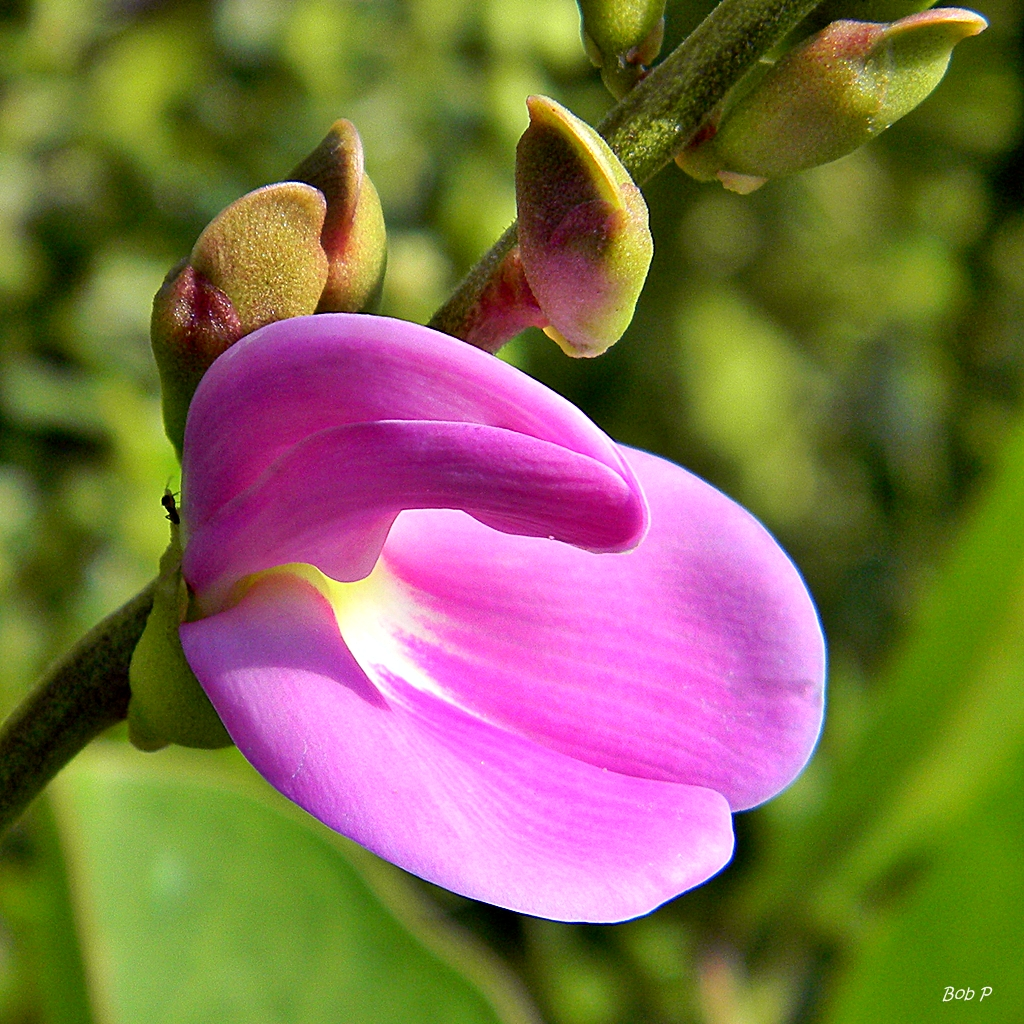
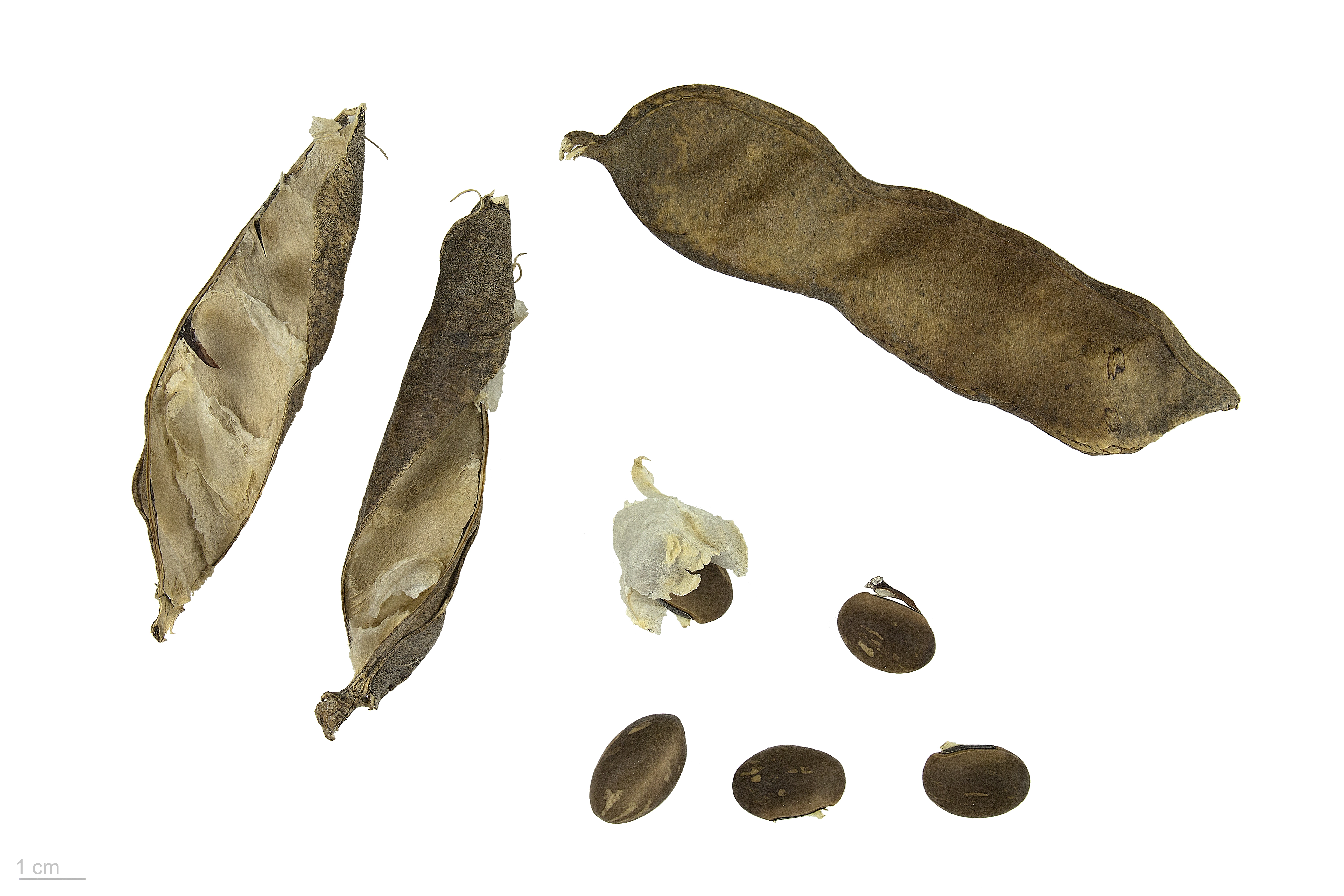